# Ballon d'Or Féminin
Ballon d'Or Féminin, også kendt som Kvindernes Ballon d'Or, er en international fodboldpris for kvinder, præsenteret af det franske fodboldmagasin France Football. Prisen ærer den bedste kvindelige fodboldspiller, for hvert år. 
Den første Ballon d'Or Féminin nogensinde, blev uddelt i 2018, til norske Ada Hegerberg fra franske Olympique Lyonnais Féminin.

## Vindere
| År   | Nr.                                  | Spiller                              | Klub(ber)                            | Point                                |
| ---- | ------------------------------------ | ------------------------------------ | ------------------------------------ | ------------------------------------ |
| 2018 | 1. plads                             | Ada Hegerberg                        | Lyon                                 | 136                                  |
| 2018 | 2. plads                             | Pernille Harder                      | Wolfsburg                            | 130                                  |
| 2018 | 3. plads                             | Dzsenifer Marozsán                   | Lyon                                 | 86                                   |
|      |                                      |                                      |                                      |                                      |
| 2019 | 1. plads                             | Megan Rapinoe                        | Seattle Reign FC                     | 230                                  |
| 2019 | 2. plads                             | Lucy Bronze                          | Lyon                                 | 94                                   |
| 2019 | 3. plads                             | Alex Morgan                          | Orlando Pride                        | 68                                   |
|      |                                      |                                      |                                      |                                      |
| 2020 | Aflyst grundet coronaviruspandemien. | Aflyst grundet coronaviruspandemien. | Aflyst grundet coronaviruspandemien. | Aflyst grundet coronaviruspandemien. |
|      |                                      |                                      |                                      |                                      |
| 2021 | 1. plads                             | Alexia Putellas                      | FC Barcelona                         | 186                                  |
| 2021 | 2. plads                             | Jennifer Hermoso                     | FC Barcelona                         | 84                                   |
| 2021 | 3. plads                             | Sam Kerr                             | Chelsea                              | 46                                   |

### Vinder efter spillere
| Spiller            | Vinder   | Andenplads | Tredjeplads |
| ------------------ | -------- | ---------- | ----------- |
| Ada Hegerberg      | 1 (2018) | –          | –           |
| Megan Rapinoe      | 1 (2019) | –          | –           |
| Alexia Putellas    | 1 (2021) | –          | –           |
| Pernille Harder    | –        | 1 (2018)   | –           |
| Lucy Bronze        | –        | 1 (2019)   | –           |
| Jennifer Hermoso   | –        | 1 (2021)   | –           |
| Dzsenifer Marozsán | –        | –          | 1 (2018)    |
| Alex Morgan        | –        | –          | 1 (2019)    |
| Sam Kerr           | –        | –          | 1 (2021)    |